# Shawn Weatherly
Shawn Nichols Weatherly (ur. 24 lipca 1959 w Sumter) – amerykańska aktorka, Miss USA i Miss Universe z 1980 roku.
Występowała w serialach Słoneczny patrol i Oceanquest, w filmie Akademia Policyjna 3: Powrót do szkoły oraz prowadziła programy telewizyjne.